# Вишнівська селищна територіальна громада
Вишнівська селищна громада — територіальна громада в Україні, у Кам'янському районі Дніпропетровської області. Адміністративний центр — селище Вишневе.
Площа громади — 158,3 км², населення — 3874 мешканці (2018).
Утворена 8 вересня 2016 року шляхом об'єднання Вишнівської селищної ради і Лозуватської сільської ради П'ятихатського району.

## Населення

### Населені пункти
До складу громади входять 1 селище (Вишневе) і 9 сіл:
- Лозуватка
- Комісарівка
- Терно-Лозуватка
- Іванівка
- Ликошине
- Новоукраїнка
- Кулябкине
- Червоний Яр
- Байківка